# Florencia Aguirre
Florencia Aguirre Perdomo (Minas, 14 de mayo de 1989) es una voleibolista uruguaya que se desempeña como central. Defendió la selección uruguaya durante quince años y pasó por equipos extranjeros jugando ligas de países como Argentina, Perú, Bolivia, Francia, Italia e Israel.

## Carrera
La carrera profesional de Florencia Aguirre se inició en el año 2006 jugando por el Boca Juniors de la Primera División de Argentina. En esta división jugó también por el Club 9 de Julio Olímpico de Freyre y por el Club Bell Vóley. Permaneció 4 años en Argentina y en ese lapso recibió su primera convocatoria a la selección uruguaya.
En la temporada 2012-13 juega por Le Cannet-Rocheville de la Ligue "A" de Francia y al año siguiente pasó al voleibol italiano jugando por el Casalmaggiore de la Serie A1.
En el 2015 firmó por el Sporting Cristal de la Liga Nacional Superior de Voleibol del Perú.

## Clubes
| Club                          | País      | Año         |
| ----------------------------- | --------- | ----------- |
| Boca Juniors                  | Argentina | 2006 - 2007 |
| 9 de Julio Olímpico de Freyre | Argentina | 2007 - 2008 |
| Club Bell                     | Argentina | 2008 - 2012 |
| Le Cannet-Rocheville          | Francia   | 2012 - 2013 |
| Pomi Casalmaggiore            | Italia    | 2013 - 2014 |
| Sporting Cristal              | Perú      | 2015 - act. |